# Pelton-Turbine

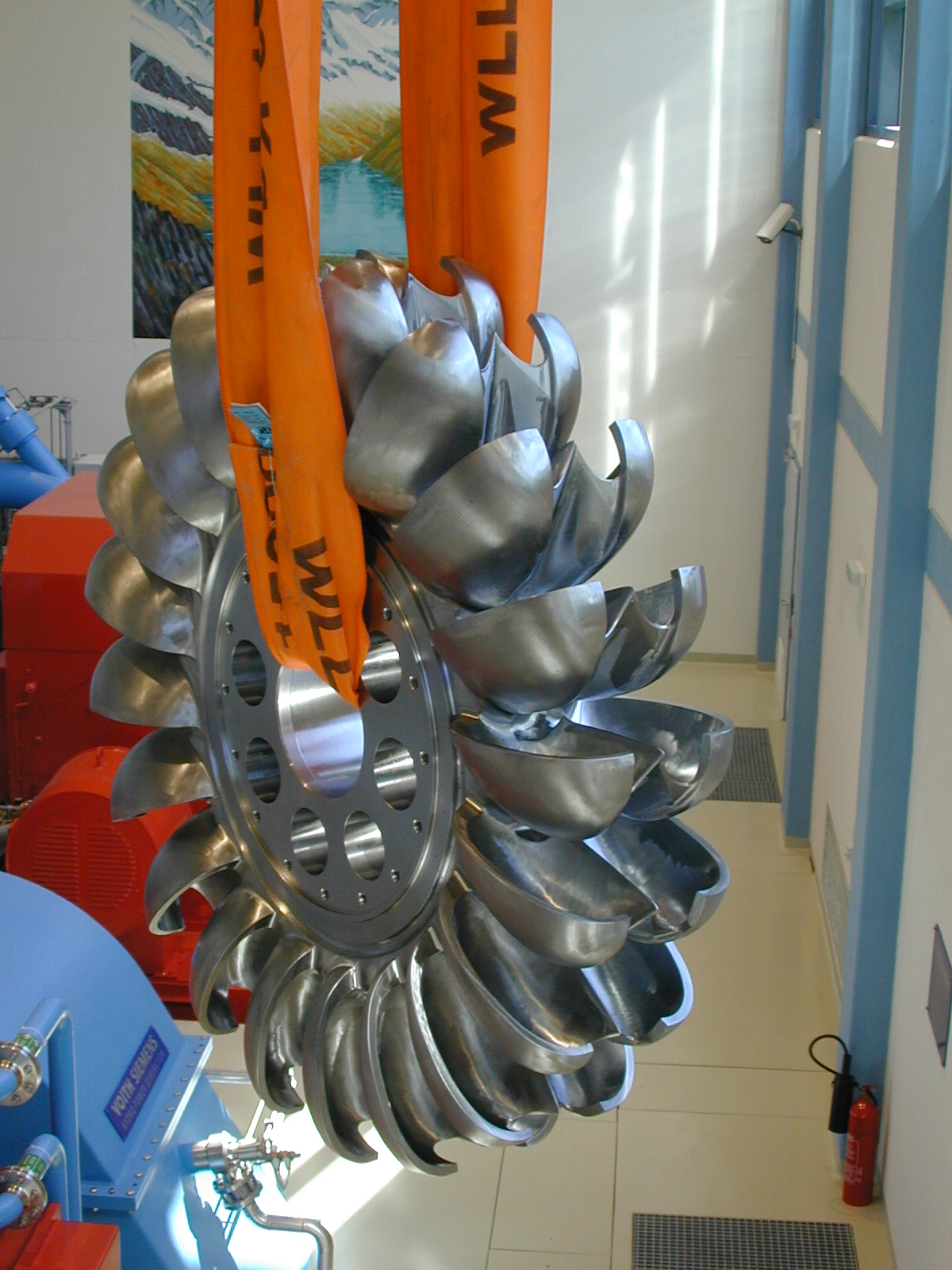
Pelton-Turbinenrad im Kartell-Kraftwerk in St. Anton am Arlberg

Die Pelton-Turbine ist eine Freistrahlturbine („teilbeaufschlagte Gleichdruckturbine“) für Wasserkraftwerke. Sie wurde im Jahr 1879 von dem amerikanischen Ingenieur Lester Pelton konstruiert und im Jahr 1880 patentrechtlich geschützt.
Eine Pelton-Turbine nutzt die Bewegungsenergie des Wassers. Diese Energieform entsteht durch die Umwandlung der Lageenergie des Wassers, welches aus einem höher gelegenen Gewässer, z. B. einem Stausee, der Maschine zuströmt. Pelton-Turbinen werden vorwiegend bei Wasserkraftanlagen mit hohem Nutzgefälle, aber eher geringeren Durchflussmengen eingesetzt (Hochdruckkraftwerk).

## Geschichte

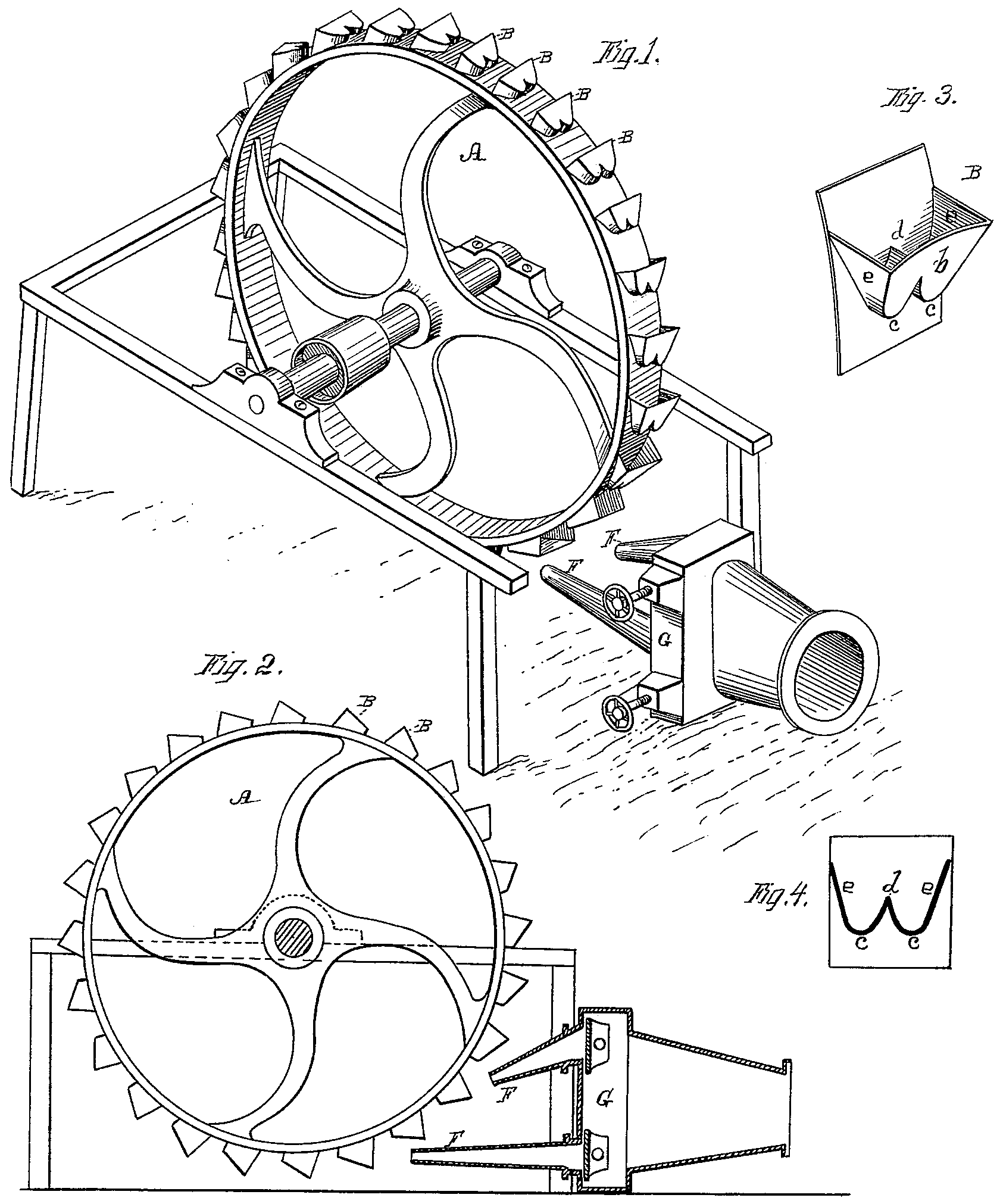
Skizze aus Peltons Patentschrift (1880)

Lester Pelton legte für die Konstruktion seiner Turbine das von dem deutschen Arzt und Physiker Johann Andreas von Segner wiederentdeckte Reaktionsprinzip zugrunde, welcher darauf basierend im Jahre 1750 das erste Reaktionswasserrad gebaut hatte. Vor dieser Zeit wurde das Prinzip der Freistrahlturbine in Horizontalrad-Wassermühlen aus Holz verwirklicht, allerdings mit geringem Wirkungsgrad.
Peltons Turbine modifizierte eine von Samuel Knight entwickelte Turbine und erzielte dieser gegenüber einen höheren Wirkungsgrad. Dies führte dazu, dass sich die Pelton-Turbine als Industriestandard durchsetzte.

## Funktionsweise

### Wirkungsprinzip

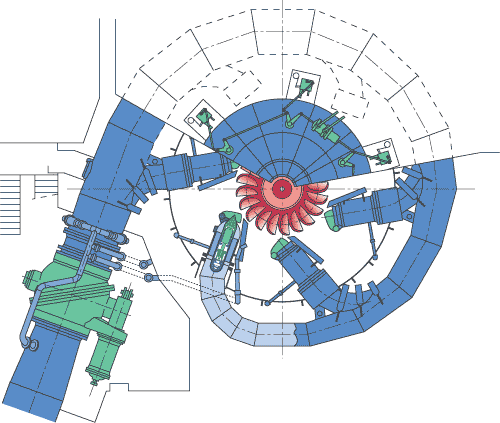
Schnittzeichnung (Draufsicht) einer modernen Pelton-Turbine mit vertikaler Achse und 6 Düsen. Voith Siemens, KrW in Lima, Peru.

In der Pelton-Turbine strömt das Triebwasser in einem Strahl mit sehr hoher Geschwindigkeit aus einer oder mehreren tangential zum Umfang des Laufrades angeordneten Düsen auf die Schaufeln des Laufrades. Jedes der bis zu 40 Schaufelblätter ist durch eine scharfe Kante, die so genannte Mittelschneide, in zwei annähernd halbkugelförmige Halbschaufeln geteilt, so genannte Becher. In der Mitte der Schneide trifft der Wasserstrahl aus den Düsen tangential auf. Die Becher haben die Funktion, das Wasser in die entgegengesetzte Richtung umzulenken, damit die kinetische Energie nach dem Prinzip von Actio und Reactio an das Laufrad abgegeben werden kann. Dies war die Innovation von Pelton.
Die Umfangsgeschwindigkeit des Schaufelkreises sollte genau der Hälfte der Geschwindigkeit des Wasserstrahls entsprechen. Da das Wasser in den Schaufeln um fast 180 Grad abgelenkt wird, gibt es (bei reibungsfreier Betrachtung) dann nahezu seine komplette Energie an die Schaufeln ab. Der Durchmesser der Turbine richtet sich nach der Generatordrehzahl und dem verfügbaren Wasserdruck bzw. der Geschwindigkeit des Wasserstrahls.

### Anordnung im Krafthaus

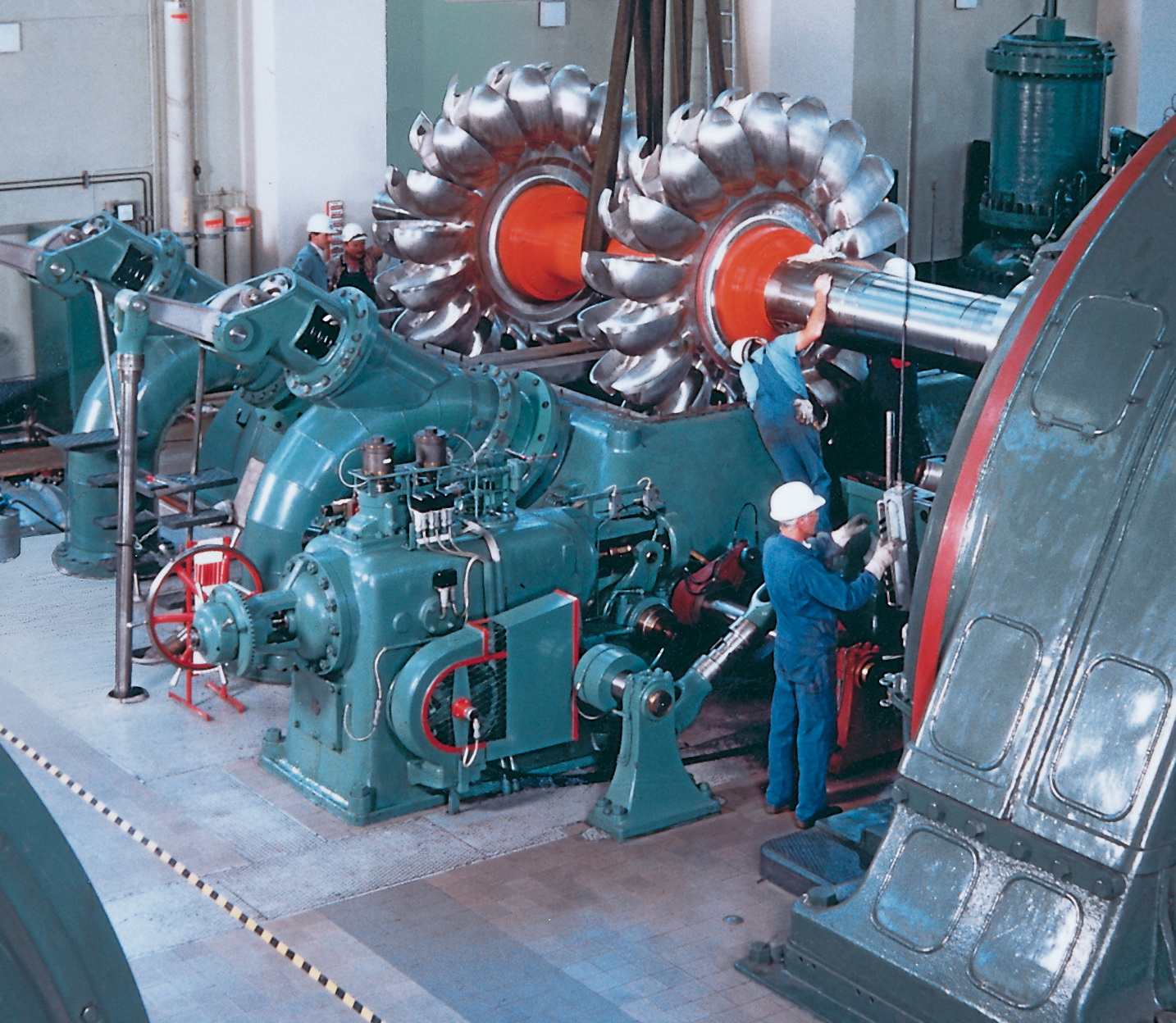
Montage einer Pelton-Turbine im Kraftwerk Walchensee

Die Pelton-Turbine wird im Krafthaus so aufgestellt, dass die Unterkante des Laufrades auf jeden Fall oberhalb des höchsten Unterwasserspiegels liegt, um ein Eintauchen des rotierenden Rades zu verhindern. Das unten offene Gehäuse wird über einem Schacht aufgestellt, durch den das genutzte Triebwasser drucklos ins Unterwasser gelangt. Das Gehäuse und der Ablaufschacht werden mit Umgebungsluft belüftet. Ein Saugrohr von der Turbine ins Unterwasser, wie bei Reaktionsturbinen üblich, ist bei der Pelton-Turbine nicht einsetzbar; die Höhendifferenz zwischen Düsenaustritt und Unterwasserspiegel kann somit nicht genutzt werden.

### Düsen
In der Düse wird der statische Druck des Triebwassers in Strahlgeschwindigkeit umgesetzt. Als Stellglied ist in jeder Düse eine Düsennadel, ein umströmter, konisch-tropfenförmiger Regelkörper, vorhanden, der durch eine Steuerstange in Längsrichtung zur Einstellung des Durchflussquerschnittes bewegt werden kann. Mittels der Verstellung der Düsennadel wird durch den Turbinenregler die Drehzahl der Turbine geregelt, ebenso dient sie als Absperrorgan zum An- oder Abfahren der Turbine.
Um bei einem Schnellschluss (dem umgehend erforderlichen Abstellen der Turbine, um deren Zerstörung durch Überdrehzahl zu verhindern, meist durch einen Lastabwurf verursacht) den Druckstoß in der Triebwasserleitung zu vermindern, werden meist Strahlablenker („Deflektoren“) eingebaut. Dies sind einschwenkbare Prallflächen vor den Düsenmündungen, die bei einer Schnellabschaltung umgehend den oder die Wasserstrahlen von den Laufradschaufeln weg ins Gehäuse ablenken, um die Leistungsabgabe zu unterbinden. Erst dann werden langsam die Düsennadeln und die Absperrschieber oder Kugelhähne der Druckrohrleitung geschlossen.
Die Anzahl der Düsen richtet sich nach der Durchsatzmenge, wobei eine Düse maximal bis zu ca. 10 m³/s verarbeiten kann. Soll das Schluckvermögen höher sein, so muss die Düsenanzahl erhöht werden, allerdings sind bei horizontaler Wellenlage nur zwei Düsen technisch sinnvoll, weil bei höherer Düsenzahl das als Gischt im Gehäuse vorhandene, bereits genutzte Triebwasser auf das Laufrad zurückfallen und dieses wieder abbremsen und auch die Düsenstrahlen stören würde. Ist eine noch höhere Durchsatzmenge notwendig, so wird ein weiteres Laufrad auf derselben Welle – aber meist in einem gesonderten Gehäuse – angeordnet oder es wird eine Turbine mit vertikaler Welle gebaut. In diesem Fall werden regulär vier Düsen eingesetzt, aber es wurden schon Pelton-Turbinen mit sechs Düsen ausgeliefert (Fa. Escher Wyss, Ravensburg).

### Gleichdruckprinzip
In der Druckleitung im Zustrom zur Düse herrscht – abhängig von der Fallhöhe – ein hoher Druck (bis 200 bar), zwischen Düsen-Austritt und Auftreffen auf die Beschaufelung herrscht im Strahl selbst normaler Atmosphärendruck. Daher die Einteilung als Gleichdruckturbine, das Wasser hat vor der Leistungsabgabe am Turbinenrad und danach den gleichen (Umgebungs-)Druck. Teilbeaufschlagt heißt die Pelton-Turbine, weil nur einige der Schaufelbecher gleichzeitig vom Strahl beaufschlagt werden, während beispielsweise bei vollbeaufschlagten Kaplan- und Francis-Turbinen der komplette Umfang der Laufräder vom Triebwasser durchströmt wird.

### Laufrad und Beschaufelung

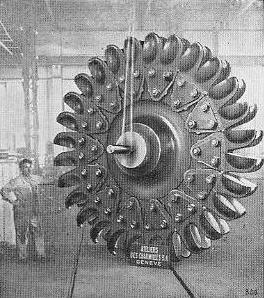
Rad mit angeschraubten Schaufeln. SBB-Kraftwerk Vernayaz, ca. 1944

Die Schaufeln der Laufradseite, die während des Umlaufes gerade nicht zur Leistungsgewinnung beitragen, bewegen sich durch Luft oder Gischt. Dieses Medium hat eine deutlich geringere Dichte und so bleiben die Ventilationsverluste der Pelton-Turbine vergleichsweise gering. Da jede Schaufel nur kurzzeitig beim Passieren der Düse(n) Kraft auf das Rad überträgt und dann wieder kraftlos bleibt und zudem starken Zentrifugalkräften ausgesetzt ist, ist wegen der Wechselbeanspruchung im Wurzelbereich der Becher die Gefahr des Ermüdungsbruchs sehr groß, dieser muss daher entsprechend stark dimensioniert werden.
Es gibt verschiedene Fertigungsverfahren, um den hohen Anforderungen gerecht zu werden:
- Anfänglich wurden gegossene Schaufeln einzeln an ein Rad geschraubt.
- Als teilweise geschmiedete und anschließend gefräste Laufräder, welche die qualitativ beste aber auch recht teure Lösung darstellen.
- Das Rad kann in einem Stück gegossen werden. Hier besteht die Gefahr von unentdeckten Gussfehlern, die später zum Bruch des Rades respektive eines großen Teils des Kraftwerkes führen können.
- Die Variante eines geschmiedeten Wurzelrades mit angeschweißten Bechern.
- Das patentierte „MicroGuss™-Verfahren“, wobei auf das geschmiedete Wurzelrad die einzelnen Becher in einer Art Auftragsschweißverfahren aufgebaut werden.

Die Mittelschneide ist bei der Erstinbetriebnahme nahezu messerscharf. Die Becher würden von den auftretenden Wasserkräften zerstört werden, falls keine Mittelschneide zur Strahlteilung und -lenkung eingesetzt werden würde. Bei einer Fallhöhe von 1000 Metern kann der Wasserstrahl eine Geschwindigkeit von nahezu 500 km/h erreichen. Die größte realisierte Auftreffgeschwindigkeit beträgt ca. 185 m/s (666 km/h); bei diesem Wert wird verständlich, dass die Mittelschneide in jeder Schaufel unverzichtbar ist. Weiterhin gibt es die Möglichkeit, die Becher vor übermäßigem Erosionsverschleiß, vor allem durch Fremdkörper im Wasser in Form kleiner Steine oder Sedimenten, durch Aufbringen einer Schutzschicht im HVOF-Verfahren zu schützen.
Damit ein Strahl jederzeit auf eine Schaufel trifft, benötigt ein Rad geometrisch zumindest 14 Schaufeln (Becherpaare). In der Praxis werden Pelton-Räder mit 20 bis 40 Schaufeln  gebaut. Ein Strahl bestreicht in einem Moment typischerweise zwei Schaufeln.

### Dimensionen
Die Pelton-Turbine verarbeitet je nach Bauart und Fallhöhe zwischen einigen wenigen Litern im Picokraftwerkbereich bis zu ca. 80 m³ Wasser pro Sekunde. Sie hat eine relativ hohe Drehzahl; kleine Anlagen können bis zu 3000 Umdrehungen pro Minute erreichen. Ein zweipoliger Generator erzielt bei 3000 rpm die Netzfrequenz von 50 Hertz, anderswo sind 3600 rpm für 60 Hertz üblich. Der Wirkungsgrad der Turbine (samt Düse betrachtet) liegt bei 85–90 %, wobei dieser typisch auch dann noch hoch bleibt, wenn die Turbine nur unter Teillast läuft.
Eine der größten realisierten Fallhöhen beträgt 1773 m, die vom Krafthaus Kolbnitz der Kraftwerksgruppe Reißeck-Kreuzeck in Kärnten genutzt wird. Die von Voith aus Heidenheim gebaute Turbine hat eine Durchsatzmenge von 6 m³/s. Sie wurde im Jahre 2000 noch übertroffen von der Anlage Bieudron, Wallis. Dort befinden sich drei fünfdüsige Pelton-Turbinen, die je 423 MW bei einer Rekordfallhöhe von 1883 m leisten. Aus demselben Speichersee, dem Lac des Dix, bezog auch das ältere Kraftwerk Chandoline Triebwasser, das mit fünf Pelton-Turbinen bei einer Fallhöhe von 1748 m ebenfalls zu den Rekordanlagen gehörte. Diese Anlage wurde 2013 stillgelegt und die Turbinen 2015 abgebaut. Das Kraftwerk Silz im Inntal besteht aus zwei vertikalachsigen Maschinensätzen mit je einer sechsdüsigen Pelton-Freistrahlturbine und einem vollständig wassergekühlten Generator. Im laufenden Betrieb treten die Wasserstrahlen mit einer Geschwindigkeit von ca. 500 km/h aus den sechs Düsen aus. Ideal betrachtet haben die Mitten der Becher die Hälfte davon als Umfangsgeschwindigkeit, sodass auch die Relativgeschwindigkeit des Wasserstrahls hin zum Becher ebenfalls 250 km/h beträgt. Die Umlenkung jedes Strahls in den Bechern bewirkt durch Impulsänderung je Zeit eine Kraft von 17,5 MN, die auf die getroffenen Turbinenschaufeln wirkt und ein Drehmoment in der Maschinenwelle erzeugt. Diese Kraft entspricht etwa der Gewichtskraft einer Masse von 1800 Tonnen. Die Fallhöhe beträgt hier 1258 m, woraus sich ein hydrostatischer Druck von etwa 125,8 bar ergibt.

## Leistung und Wirkungsgrad

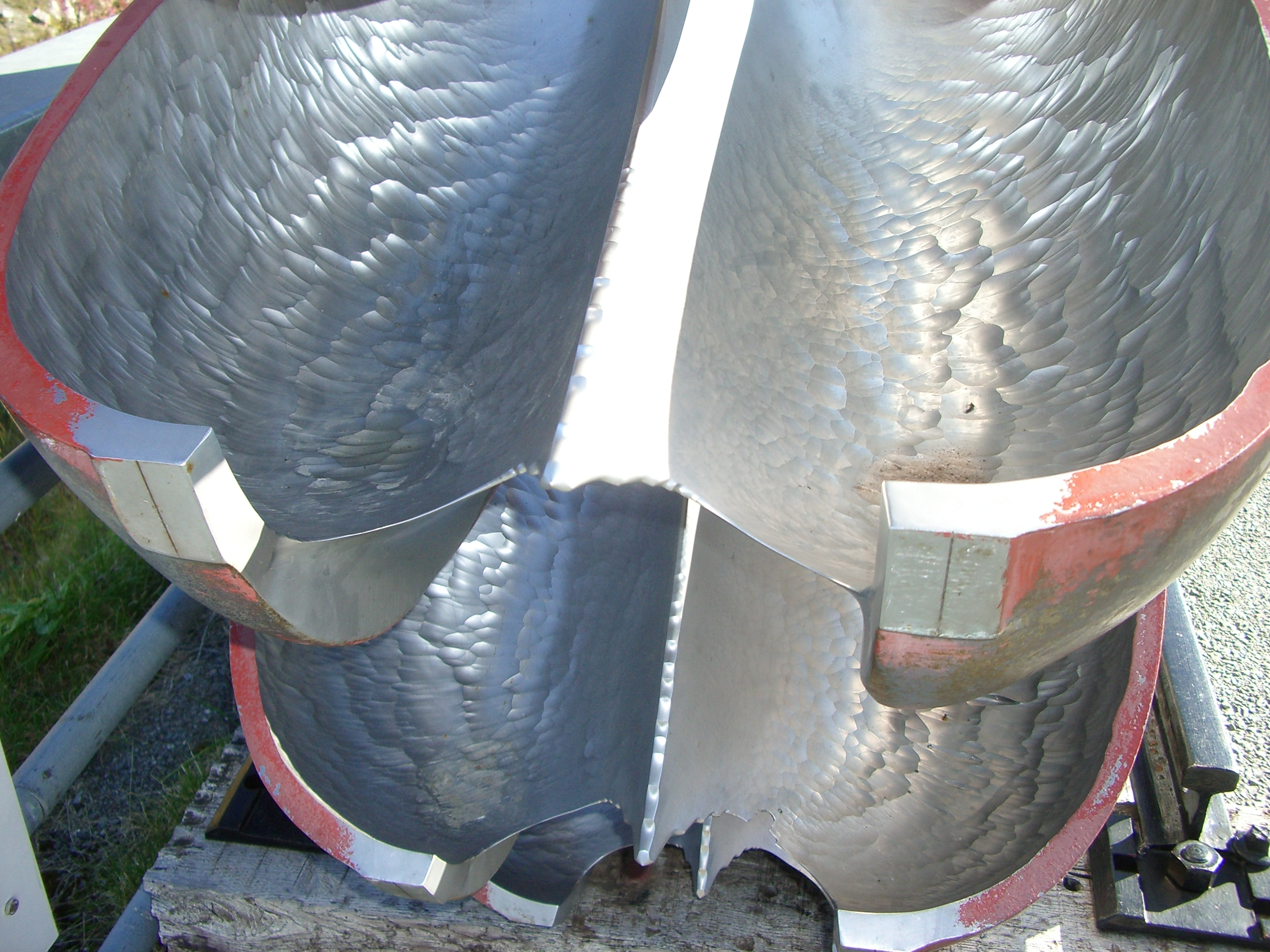
Verschleiß an einem ausrangierten Peltonrad des KW Bâtiaz in Martigny

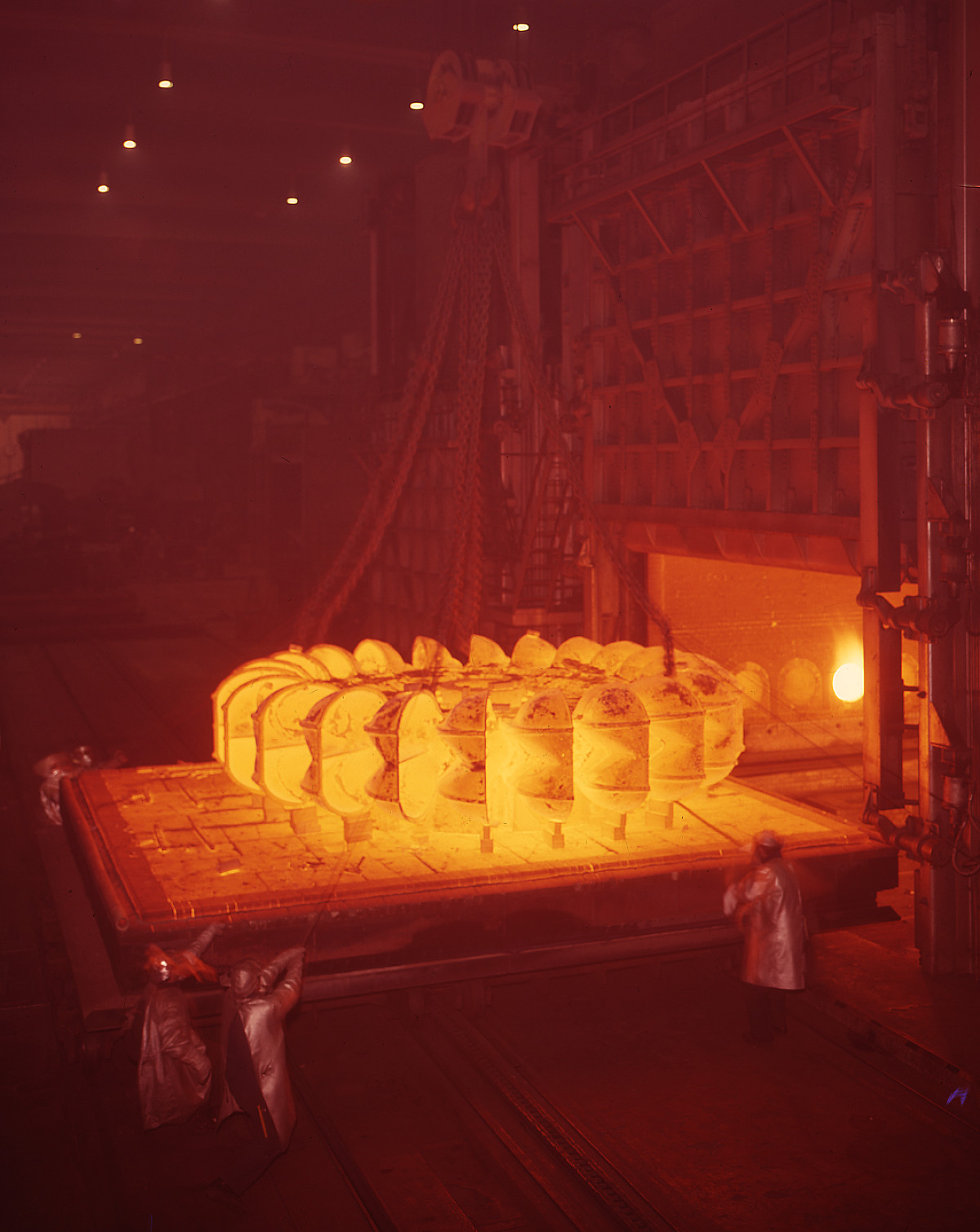
Herstellung eines Peltonrades 1967: in der Glüherei

Die Geschwindigkeit des Wassers mit der Dichte {\displaystyle \rho } (meistens 1000 kg/m³) kann aus dem Energieerhaltungssatz hergeleitet werden.
Die nutzbare Stauhöhe (z. B. am Ende eines Drucktunnels) wird verlustfrei in die Geschwindigkeit c des an den Düsen der Turbine austretenden Wassers umgesetzt (g = Erdbeschleunigung = 9,81 m/s²):
{\displaystyle {\frac {1}{2}}\cdot \rho \cdot c^{2}=\rho \cdot g\cdot h\quad \Rightarrow \quad c={\sqrt {2\cdot g\cdot h}}}

### Leistung aus dem Wasserangebot
Die Leistung aus dem Wasserangebot errechnet aus dem Produkt des Wasserdrucks und dem Volumenstrom {\displaystyle {\dot {V}}} (in m³/s) und unter Berücksichtigung der Querschnittsfläche der Düsenöffnung A (in m²) und der obigen Gleichung für die maximal mögliche Wassergeschwindigkeit c:
{\displaystyle P_{\text{Stausee}}=\rho \cdot g\cdot h\cdot {\dot {V}}=\rho \cdot g\cdot h\cdot A\cdot c={\sqrt {2}}\cdot A\cdot \rho \cdot (g\cdot h)^{\frac {3}{2}}}

### Leistung der Pelton-Turbine
Die Pelton-Turbine funktioniert nach dem Prinzip der (doppelten) Impulsübertragung (Impulserhalt beim vollkommen elastischen Stoß), dem Kraftstoß durch einen Massenstrom {\displaystyle {\dot {m}}} mit der Geschwindigkeit {\displaystyle c}, also: {\displaystyle {\text{Kraftstoss}}={\dot {m}}\cdot c=\rho \cdot A\cdot c^{2}}.
Beim Auftreffen auf die jeweilige Schaufel kann aber nicht die Austrittsgeschwindigkeit {\displaystyle c} wirksam werden, da die Schaufel auf der Achse durch die Rotation mit der Geschwindigkeit {\displaystyle v=r\cdot \omega } von der Düse und damit vom Wasserstrahl wegbewegt wird. Es kann also nur die Geschwindigkeit (c-v) für den Kraftstoß wirken: {\displaystyle {\dot {m}}\cdot (c-v)=\rho \cdot A\cdot (c^{2}-v\cdot c)}:
- Aus der Düse bzw. den n Düsen mit dem Gesamtquerschnitt A wird der Massenstrom {\displaystyle {\dot {m}}} auf die Schaufeln mit der Geschwindigkeit c geschossen. Der Kraftstoß wäre ideal wirksam, wenn das Peltonlaufrad auf dem wirksamen Radius r immer genau senkrecht getroffen würde. Das kann aber nicht der Fall sein, da sich die Schaufeln gegenseitig abschatten. Daher wird der Kraftstoß in seiner Wirksamkeit um den Faktor {\displaystyle F_{1}<1} gemindert: {\displaystyle F_{1}\cdot \rho \cdot A\cdot c\cdot (c-v)={\text{Kraftstoss}}_{1}}.
- Die Peltonschaufel ist so geformt, dass der Wasserstrahl in der Mitte geteilt und über die konkav gekrümmte Schaufel möglichst um 180° umgelenkt zurück zur Düse geschleudert wird, um der Bedingung des ideal elastischen Stoßes mit einer weitgehend verlustfreien Energieübertragung möglichst nahezukommen. Das kann leider nicht vollkommen gelingen, weil Randbedingungen zu beachten sind:
  - Die benachbarte Schaufel ist im Weg. Es muss aber verhindert werden, dass diese Schaufel quasi von hinten vom reflektierten Wasserstrahl getroffen wird. Deswegen hat die Schaufel einen Öffnungswinkel > 180°, das Wasser wird also leicht seitlich abgelenkt zurückgeschleudert.
  - Auch würde bei einer vollkommenen Umlenkung um 180° die Düse getroffen. Das würde auf den Strahl wirken und seine Geschwindigkeit vermindern.
  - Ferner sind die Planschverluste zu beachten: Das zurückgeschleuderte Wasser wird in einen Wassernebel aufgerieben, was die mittlere Dichte der im Gehäuse eingeschlossenen Luft und damit Reibung im Gehäuse erhöht.
  - Auf dem Weg zurück kann natürlich nur das wirken, was energetisch wirksam werden konnte, als es auf die Schaufel traf, folglich kann der 2. Kraftstoß, der Rückstoß, nur die Stärke des 1. Kraftstoßes unter Berücksichtigung der zusätzlichen, eben beschriebenen, Verluste haben:

{\displaystyle F_{2}\cdot {\text{Kraftstoss}}_{1}=F_{1}\cdot F_{2}\cdot {\dot {m}}\cdot (c-v)={\text{Kraftstoss}}_{2}}.
Die Gleichung für die auf die Turbine wirkende Kraft lautet also:
{\displaystyle {\text{Kraft}}=F={\text{Kraftstoss}}_{1}+{\text{Kraftstoss}}_{2}=\rho \cdot A\cdot c\cdot (c-v)\cdot (F_{1}+F_{1}\cdot F_{2})}
Die Gleichung für das auf die Turbine wirkende Drehmoment lautet dann:
{\displaystyle {\text{Drehmoment}}=M=F\cdot r=r\cdot ({\text{Kraftstoss}}_{1}+{\text{Kraftstoss}}_{2})=r\cdot \rho \cdot A\cdot c\cdot (c-v)\cdot (F_{1}+F_{1}\cdot F_{2})}
Die Gleichung für die Leistung der Turbine mit der Drehzahl {\displaystyle \omega } lautet dann:
{\displaystyle {\text{Leistung}}=F\cdot v=M\cdot \omega =v\cdot ({\text{Kraftstoss}}_{1}+{\text{Kraftstoss}}_{2})=v\cdot \rho \cdot A\cdot c\cdot (c-v)\cdot (F_{1}+F_{1}\cdot F_{2})}
Die Leistung der Pelton-Turbine ist dann optimal, wenn diese bei einer optimalen Drehzahl bzw. optimal wirksamen Geschwindigkeit am Radius {\displaystyle r} betrieben wird. Das ist der Fall, wenn die erste Ableitung nach {\displaystyle v} der Leistungsgleichung gleich Null gesetzt wird und nach {\displaystyle v} aufgelöst wird:
{\displaystyle v_{\text{optimal}}={\frac {c}{2}}}
Wenn die optimale Geschwindigkeit in die Gleichung für die Leistung eingesetzt wird erhält man:
{\displaystyle {\frac {A\cdot \rho \cdot (g\cdot h)^{3/2}\cdot F_{1}\cdot (1+F_{2})}{\sqrt {2}}}}
Bei der idealen Pelton-Turbine ist {\displaystyle F_{1}=1{\text{ und }}F_{2}=1}, dann wird aus der obigen Gleichung:
{\displaystyle {\frac {A\cdot \rho \cdot (g\cdot h)^{3/2}\cdot 2}{\sqrt {2}}}={\sqrt {2}}\cdot A\cdot \rho \cdot (g\cdot h)^{3/2}}

### Wirkungsgrad einer Pelton-Turbine

#### Wirkungsgrad einer realen Pelton-Turbine
Der Wirkungsgrad liegt bei 90 Prozent.

Für die Pelton-Turbine kann nun die folgende Gleichung für den Wirkungsgrad aufgestellt werden:
{\displaystyle \eta _{\text{Pelton-Turbine}}={\frac {\text{Leistung der Pelton-Turbine}}{\text{Leistung aus dem Wasserangebot}}}={\frac {\frac {A\cdot \rho \cdot (g\cdot h)^{3/2}\cdot F_{1}\cdot (1+F_{2})}{\sqrt {2}}}{{\sqrt {2}}\cdot A\cdot \rho \cdot (g\cdot h)^{\frac {3}{2}}}}={\frac {F_{1}\cdot (1+F_{2})}{2}}}
Der Wirkungsgrad hängt also nur von den Faktoren {\displaystyle F_{1}{\text{ und }}F_{2}} ab, also wie günstig die Geometrie gewählt wird und wie reibungsarm das Wasser über die Schaufel strömen und abtransportiert werden kann.

#### Wirkungsgrad einer idealen Pelton-Turbine
Wenn die beiden Faktoren {\displaystyle F_{1}=1} und {\displaystyle F_{2}=1} gesetzt werden, sieht man sofort, dass der Wirkungsgrad den Wert 1 annimmt, also das Wasserangebot theoretisch vollständig in Bewegungsenergie umgewandelt werden kann. Die Ursache hierfür ist der elastische Impulsaustausch aus der Reflexion des Wassers durch die konkaven Schaufeln, der ohne Energieverlust vollzogen werden kann. Insofern ist eine Pelton-Turbine
- nicht als Wärmekraftmaschine anzusehen, die nur mit einem begrenzten maximalen Wirkungsgrad – dem Carnotwirkungsgrad – betrieben werden kann,
- sondern als ein Getriebe einzustufen, das im Fall der Reibungsfreiheit ohne Verluste mechanische Leistung (Leistung aus der potentiellen Energie eines Stausees in Rotationsenergie für einen Generator) transformieren kann.

## Einsatzbereiche

### Wasserkraftwerk
Sie wird auf Grund ihrer Charakteristika vorwiegend in Wasserkraftwerken mit sehr hohen Fallhöhen (bis 2000 m) bei vergleichsweise geringen Wassermengen, insbesondere in Speicherkraftwerken im Hochgebirge, eingesetzt.
Der größte Nachteil ist die Verschleißanfälligkeit der Pelton-Turbine an ihren Schaufeln. Hohe Wassergeschwindigkeit und die rasche Umlenkung um 180° führt zu fliehkraft- und turbulenzgetriebenem Schleifen von Schwemmpartikeln, wie Sand, an der Schaufeloberfläche, die dadurch abgenutzt wird.
Überdies kann die Pelton-Turbine im Gegensatz zur Francis-Turbine nicht als Pumpe für den Pumpspeicherbetrieb betrieben werden.

### Messtechnik
In der Durchflussmessung wird ein auf einer Pelton-Turbine basierendes Geberprinzip als hochgenauer Durchflussmesser verwendet, wobei nicht nur geringe Volumenströme von Medien wie Treibstoffen, destilliertem Wasser oder heißen Fetten gemessen werden, sondern auch hohe Durchflüsse, wie man sie normalerweise in Kraftwerken findet. Mit Grenztemperaturen von 135 °C und Nenndrücken bis 345 bar erfüllen diese Peltonrad-Geber fast alle industriellen Anforderungen.

## Heraldik
Das Peltonrad hat in einige neuere Gemeindewappen Einzug gefunden, darunter:

Flattach
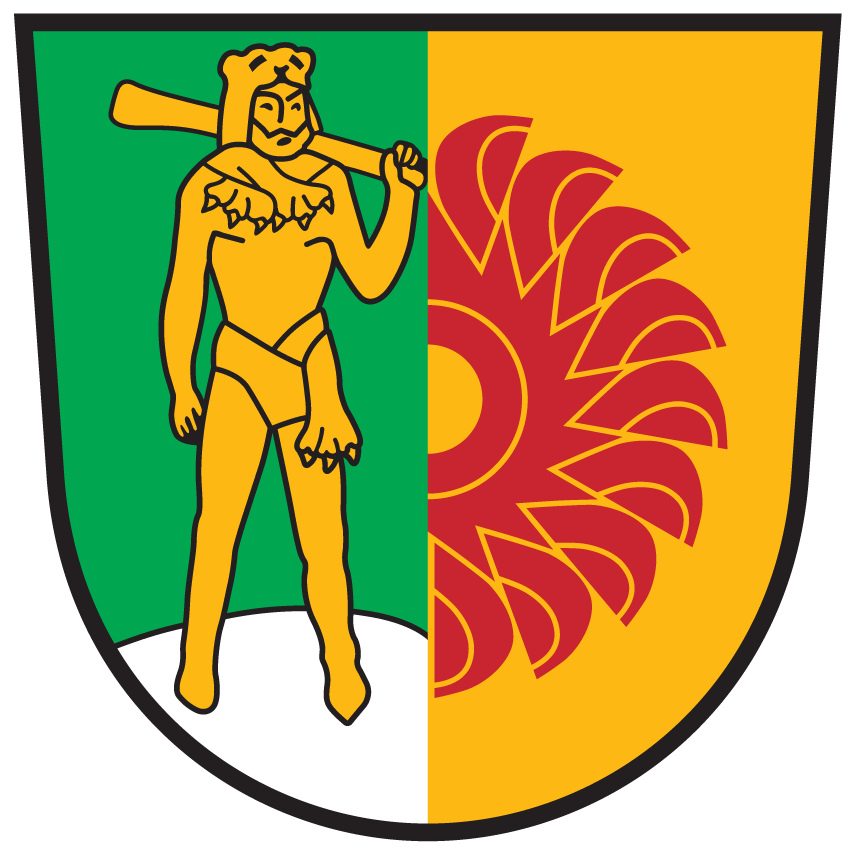
Reißeck
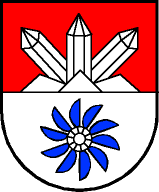
Uttendorf

Auf den abgebildeten Wappen sind axiale Ansichten von Turbinenrädern mit 16, 18 (jedoch nur die rechte Hälfte des Rads) und 10 Becherpositionen gezeichnet. Damit sind die Zeichnungen zugunsten besserer Lesbarkeit vereinfacht gegenüber der im Maschinenbau typisch genutzten Anzahl von 20–40 Becherpaaren. Alle Grafiken zeigen die Wölbung der Schaufeln so orientiert, dass gegenüberliegende ein „S“ bilden und damit funktionell das Rad gegen den Uhrzeigersinn drehen lassen.